# Landkreis Grafschaft Diepholz
Der Landkreis Grafschaft Diepholz war bis 1977 ein Landkreis in Niedersachsen. Sein Verwaltungssitz lag in Diepholz.

## Nachbarkreise
Der Landkreis grenzte 1977 im Uhrzeigersinn im Norden beginnend an die Landkreise Grafschaft Hoya und Nienburg/Weser in Niedersachsen, an den Kreis Minden-Lübbecke in Nordrhein-Westfalen sowie an die Landkreise Osnabrück und Vechta, beide wiederum in Niedersachsen.

## Geschichte
Zum Zwecke von Einsparungen bei den öffentlichen Haushalten wurde am 1. Oktober 1932 in Preußen eine Kreisreform durchgeführt, bei der zahlreiche kleinere Kreise aufgelöst wurden. Dabei wurden im Regierungsbezirk Hannover unter anderem die beiden Kreise Diepholz und Sulingen zusammengeschlossen. Der ursprünglich für den neuen Kreis vorgesehene Name Sulingen wurde durch Beschluss des Preußischen Staatsministeriums vom 27. September 1932 in Grafschaft Diepholz geändert.
Die Gebietsreformen im Raum Diepholz begannen am 1. Januar 1967 mit dem Zusammenschluss der vier Wagenfelder Gemeinden. Am 1. März 1974 wurde der Landkreis durch das Hannover-Gesetz um die Gemeinden Borstel und Staffhorst aus dem Landkreis Nienburg/Weser erweitert. Außerdem wurde durch eine Reihe von Gemeindefusionen die Zahl der Gemeinden von ursprünglich 71 auf 36 reduziert.
Im Zuge einer Kreisreform ging der Landkreis Grafschaft Diepholz am 1. August 1977 zusammen mit dem westlichen Teil des Landkreises Grafschaft Hoya im heutigen Landkreis Diepholz auf. Die Gebietskörperschaft „Landkreis Grafschaft Diepholz“ war damit nach 45 Jahren aufgelöst.

## Einwohnerentwicklung
| Jahr | Einwohner | Quelle |
| ---- | --------- | ------ |
| 1933 | 48.261    | [ 4 ]  |
| 1939 | 49.143    | [ 4 ]  |
| 1950 | 81.349    | [ 4 ]  |
| 1960 | 72.500    | [ 4 ]  |
| 1970 | 75.800    | [ 5 ]  |
| 1977 | 76.100    | [ 6 ]  |

## Politik

### Landräte
- 1932–1934 Jochen-Hilmar von Wuthenau (1887–1965)
- 1935–1940 Max Spießbach
- 1941–1943 Udo Veltkamp
- 1943–1945 Wilko Freiherr von Wintzingerode (zeitweise im Wehrdienst, Verwaltung von Nienburg aus)
- 1946–1956 Friedrich Hanker, DP
- 1956–1968 Ludwig Gefe, CDU (Landwirt in Hüde, erhielt 1969 das Bundesverdienstkreuz I. Klasse)[7]
- 1968–1977 Heinrich Jürgens, FDP

### Verwaltung
Die Kreisverwaltung mit ihren verschiedenen Fachämtern war im Kreishaus in Diepholz untergebracht. Chef der Verwaltung war bis 1945 der jeweilige Landrat (s. o.) und ab 1946 der jeweilige Oberkreisdirektor.

### Oberkreisdirektoren
- 1946–1959 Hans Brunow
- 1959–1976 Udo Veltkamp

## Gemeinden

Der Landkreis Grafschaft Diepholz in der Abgrenzung von 1932 bis 1974

Die folgende Tabelle enthält alle Gemeinden, die jemals dem Landkreis Grafschaft Diepholz angehörten, und alle Eingemeindungen:
| Gemeinde            | eingemeindet nach | Datum der Eingemeindung | Anmerkung                                        |
| ------------------- | ----------------- | ----------------------- | ------------------------------------------------ |
| Affinghausen        |                   |                         |                                                  |
| Aldorf              | Barnstorf         | 1. März 1974            |                                                  |
| Anstedt             | Scholen           | 1. März 1974            |                                                  |
| Aschen              | Diepholz          | 1. März 1974            |                                                  |
| Bahrenborstel       |                   |                         |                                                  |
| Barenburg, Flecken  |                   |                         |                                                  |
| Barnstorf           |                   |                         |                                                  |
| Barver              |                   |                         |                                                  |
| Bensen              | Sudwalde          | 1. März 1974            |                                                  |
| Bockstedt           | Drentwede         | 1. März 1974            |                                                  |
| Borstel             |                   |                         | bis zum 1. März 1974 im Landkreis Nienburg/Weser |
| Brake               | Mellinghausen     | 1. März 1974            |                                                  |
| Brockum             |                   |                         |                                                  |
| Cantrup             | Neuenkirchen      | 1. März 1974            |                                                  |
| Cornau, Flecken     | Drebber           | 1. März 1974            |                                                  |
| Dickel              |                   |                         |                                                  |
| Diepholz, Stadt     |                   |                         |                                                  |
| Donstorf            | Eydelstedt        | 1. März 1974            |                                                  |
| Dörpel              | Eydelstedt        | 1. März 1974            |                                                  |
| Dörrieloh           | Varrel            | 1. März 1974            |                                                  |
| Drebber             |                   |                         | neu gebildet am 1. März 1974                     |
| Dreeke              | Barnstorf         | 1. März 1974            |                                                  |
| Drentwede           |                   |                         |                                                  |
| Düste               | Eydelstedt        | 1. März 1974            |                                                  |
| Ehrenburg           |                   |                         | neu gebildet am 1. März 1974                     |
| Eydelstedt          |                   |                         |                                                  |
| Freistatt           |                   |                         |                                                  |
| Groß Lessen         | Sulingen          | 1. März 1974            |                                                  |
| Heede               | Diepholz          | 1. März 1974            |                                                  |
| Hemsloh             |                   |                         |                                                  |
| Holzhausen          | Bahrenborstel     | 1. März 1974            |                                                  |
| Hüde                |                   |                         |                                                  |
| Jacobidrebber       | Drebber           | 1. März 1974            |                                                  |
| Kirchdorf           |                   |                         |                                                  |
| Klein Lessen        | Sulingen          | 1. März 1974            |                                                  |
| Kuppendorf          | Kirchdorf         | 1. März 1974            |                                                  |
| Lembruch            |                   |                         |                                                  |
| Lemförde, Flecken   |                   |                         |                                                  |
| Lindern             | Sulingen          | 1. März 1974            |                                                  |
| Maasen              |                   |                         |                                                  |
| Mallinghausen       | Schwaförden       | 1. März 1974            |                                                  |
| Mariendrebber       | Drebber           | 1. März 1974            |                                                  |
| Marl                |                   |                         |                                                  |
| Mellinghausen       |                   |                         |                                                  |
| Menninghausen       | Sudwalde          | 1. März 1974            |                                                  |
| Neuenkirchen        |                   |                         |                                                  |
| Nordsulingen        | Sulingen          | 1. März 1974            |                                                  |
| Ohlendorf           | Mellinghausen     | 1. März 1974            |                                                  |
| Päpsen              | Siedenburg        | 1. März 1974            |                                                  |
| Quernheim           |                   |                         |                                                  |
| Rathlosen           | Sulingen          | 1. März 1974            |                                                  |
| Rechtern            | Barnstorf         | 1. März 1974            |                                                  |
| Rehden              |                   |                         |                                                  |
| Sankt Hülfe         | Diepholz          | 1. März 1974            |                                                  |
| Scharringhausen     | Kirchdorf         | 1. März 1974            |                                                  |
| Schmalförden        | Ehrenburg         | 1. März 1974            |                                                  |
| Scholen             |                   |                         |                                                  |
| Schwaförden         |                   |                         |                                                  |
| Schweringhausen     | Ehrenburg         | 1. März 1974            |                                                  |
| Siedenburg, Flecken |                   |                         |                                                  |
| Staffhorst          |                   |                         | bis zum 1. März 1974 im Landkreis Nienburg/Weser |
| Stemshorn           |                   |                         |                                                  |
| Stocksdorf          | Ehrenburg         | 1. März 1974            |                                                  |
| Ströhen             | Wagenfeld         | 1. März 1974            |                                                  |
| Sudwalde            |                   |                         |                                                  |
| Sulingen, Stadt     |                   |                         |                                                  |
| Varrel              |                   |                         |                                                  |
| Wagenfeld           |                   |                         | neu gebildet am 1. Januar 1967                   |
| Wagenfeld-Bockel    | Wagenfeld         | 1. Januar 1967          |                                                  |
| Wagenfeld-Förlingen | Wagenfeld         | 1. Januar 1967          |                                                  |
| Wagenfeld-Haßlingen | Wagenfeld         | 1. Januar 1967          |                                                  |
| Wagenfeld-Neustadt  | Wagenfeld         | 1. Januar 1967          |                                                  |
| Wehrbleck           |                   |                         |                                                  |
| Wesenstedt          | Ehrenburg         | 1. März 1974            |                                                  |
| Wetschen            |                   |                         |                                                  |
| Wohlstreck          | Eydelstedt        | 1. März 1974            |                                                  |

## Kfz-Kennzeichen
Am 1. Juli 1956 wurde dem Landkreis bei der Einführung der bis heute gültigen Kfz-Kennzeichen das Unterscheidungszeichen DH zugewiesen. Es wird bis heute für den Landkreis Diepholz ausgegeben.